# Сечењијев ланчани мост
Сечењијев ланчани мост (мађ. Széchenyi lánchíd) или само Ланчани мост је висећи мост који спаја Будим и Пешту, источни и западни део Будимпеште. То је први стални прелаз преко Дунава у Будимпешти. Отворен је, после седам година изградње, 1849. Пројектанти моста су били Енглези Вилијем Кларк и Адам Кларк. Заслужан за изградњу моста био је Цинцар Барон Сина Млађи Дужина моста је 380 метра.
Ланчани мост је по свему био индикатор у уједињењу Пеште и Будима, 1876. у један град. Са Будимским дворцем је успињачом.
Његова два краја се настављају на:
- Сечењијев трг (до 2011. Рузвелтов) (Пешта)
- Адам Кларков трг (Будим)

Мост је назван по мађарском политичару, реформатору, грофу Иштвану Сечењију, који је био иницијатор и финансијер изградње моста. У време његове конструкције сматран је за светско чудо. Имао је велики значај за економију и живот у земљи уопште.

## Занимљивости
Међу анегдотама које су везане за мост, свакако је најпознатија она када се јавност изругивала лавовима на улазу због тога што немају језик. Скулптор је био толико посрамљен да је скочио у Дунав. Међутим, лавови имају језике које се не виде одоздо зато што леже на каменим блоковима висине 3 метра.
У наставку пута са Будимске стране је дуг тунел, по називу Алагут, кроз брдо.
Мађарски акробатски пилот Петер Бешењи је пролетео авионом окренутим наопачке испод моста и од тада је то стандардни маневар на Ред Буловим тркама.
У непосредној близини моста и Алагута се налази од мермера исклесана нула, висине око 2 метра, у виду споменика. Од те тачке се рачунају сва растојања у Мађарској.

## Галерија
- Мост ноћу
- Лавови на улазу
- Стуб моста ноћу
- Сечењијев ланчани мост дању
- Сечењијев ланчани мост при заласку сунца
- Laying the Foundation-stone for Chain Bridge, painted by Miklós Barabás (1864)
- Поглед на мост из замка у Будиму
- Ланчани мост са Будимском палатом у позадини
- Један од лавова (са сакривеним језиком)